# Brněnská Kemka
Kemka je název textilního podniku Brněnská přádelna česané příze v hovorové češtině. Podnik byl založen v roce 1880 jako akciová společnost Brünner Kammgarn-Spinnerei, na  založení se podíleli zejména průmyslníci Gustav Schoeller, Moritz Teuber a Karl Loew ve spojení s vídeňským a francouzským kapitálem. Továrna se nacházela v rozsáhlém areálu v Brně-Zábrdovicích u Svitavského náhonu, jižně od ulice Cejl, mezi ulicemi Radlas, Plynárenská a Tkalcovská.

## Historie
Přádelna s počáteční kapacitou 12 000 vřeten rozšířenou na začátku 20. století na 40 000 vřeten byla považována za nejmodernější vlnařský podnik v Brně i v celém Rakousku-Uhersku (mimo jiné např. umístěním strojů v přízemních halách s shedovou střechou).
O vlastnických poměrech firmy nebylo dosud nic publikováno, známé je jen, že Gustav von Schoeller byl až do své smrti (1912) předsedou správní rady a že se Brněnská přádelna česané příze ve 30. letech 20. století stala součástí akciové společnosti Textilana v  Chrastavě (pod vedením vnuka  Gustava von Schoellera Waltra Mühlinghause (nar. 1882).
Bomby amerického letectva v roce 1944 zničily téměř kompletně výrobní haly a zařízení přádelny, zůstala zachovaná správní budova v ulici Radlas, ohradní zeď v téže ulici a sklad vlny. V roce 1945 byl celý majetek firmy konfiskován československým státem. Po válce převzal část továrny tehdejší národní podnik Mosilana, v 21. století se na areálu Kemky nachází hotel a sklady různých firem.
Výraz kemka pochází z brněnského hantecu, ve kterém je odvozen z německého Kammgarn, resp. gekämmtes Wollgarn
 (= příze z česané vlny).
V němčině se ustálilo označení Kammgarn také pro jemné vlnařské tkaniny (používané většinou na dražší obleky a kostýmy). Do hovorové češtiny se označení těchto tkanin překládalo jako kemka (nebo kchemka) asi až do poloviny 20. století. 